# Martina Stoessel
Martina Stoessel, argentinska igralka, pevka, model in plesalka, 21. marec 1997, Buenos Aires, Argentina.
Je argentinska igralka, pevka, model in plesalka. Najbolj znana po seriji Violetta kot igralka Violetta Castillo. Znana tudi kot TINI.

### Življenje
Martina je hči producenta in režiserja Alejandro Stoessel. Njeni mami je ime Mariana Muzlera. Bratu je ime Francisco, ki je za leto starejši od nje.

### Kariera
Martina začela svojo umetniško usposabljanje v svojem rojstnem kraju Argentina v Buenos Airesu, kjer je študirala petje in igranje.

##### Violetta
Martina je zgolj pri 15-ih letih začela s snemanjem serije "Violetta" in tako uresničila svoje sanje. Prvo epizodo so posneli 14. Maja 2012 in zadnjo 6. Februarja 2015. Posneli so 3 sezone, večinoma v Argentini, Buenos Aires pa tudi nekaj v Evropi.

##### TINI:EL GRAN CAMBIO DE VIOLETTA
Del filma so posneli v Argentini (kjer je živela Violetta Castillo), drugi del pa v Italiji. Film traja 98 minut. V filmu igrajo tudi -Jorge Blanco kot Leon

##### GOT ME STARTED TOUR
Arhivirano 2017-04-22 na Wayback Machine.
Turneja se je začela 18. marca 2017 v Madridu. Doslej je bilo napovedano 21 datumi razdeljena v 9 državah v Evropi. Poje vse pesmi iz svojega novega albuma "TINI" 10. oktobra 2016 na Instagramu je Tini prvič napovedala solo prvo solo turnejo.
| DATUM          | MESTO      | KRAJ                | DRŽAVA    |
| -------------- | ---------- | ------------------- | --------- |
| 18. marec 2017 | Madrid     | Palacio Vistalegre  | Španija   |
| 25. marec 2017 | Stuttgart  | Schleyerhalle       | Nemčija   |
| 26. marec 2017 | Stuttgart  | Schleyerhalle       | Nemčija   |
| 28. marec 2017 | Milan      | Mediolanum Forum    | Italija   |
| 30 marec 2017  | Rome       | Palalottomatica     | Italija   |
| 2. april 2017  | Budimpešta | Budapest Arena      | Madžarska |
| 3. april 2017  | Krakow     | Tauron Arena        | Polska    |
| 2. april 2017  | Lodž       | Atlas Arena         | Polska    |
| . april 2017   | Dunaj      | Stadthalle          | Avstrija  |
| 11. april 2017 | München    | OlympiaHalle        | Nemčija   |
| 12. april 2017 | Zurich     | Hallenstadion       | Švica     |
| 16. april 2017 | Köln       | Lanxess Arena       | Nemčija   |
| 17. april 2017 | Hamburg    | Barclay Card Arena  | Nemčija   |
| 18. april 2017 | Berlin     | Mercedes-Benz Arena | Nemčija   |
| 20. april 2017 | Oberhausen | König Pilsner Arena | Nemčija   |
| 21. april 2017 | Oberhausen | König Pilsner Arena | Nemčija   |
| 23. april 2017 | Pariz      | Zenith de Paris     | Francija  |
| 3. maj 2017    | Bruselj    | Palais 12 Expo      | Belgija   |
| 6. maj 2017    | Frankfurt  | Festhalle           | Nemčija   |

1. ☀"Got Me Started"
2. "Don't Cry for Me"
3. "Finders Keepers"
4. "Si Tú Te Vas"
5. "Sigo Adelante"
6. "Veo Veo"
7. "Te Creo"
8. "Como Quieres"
9. "Crecimos Juntos"
10. "Ser Mejor"
11. "Se Escapa Tu Amor"
12. "Yo Te Amo a Tí"
13. "Lo Que Tu Alma Escribe"
14. "Libre Soy"
15. "Hoy Somos Más"
16. "All You Gotta Do"
17. "Sorry" (Justin Bieber cover)
18. "Crazy in Love" (Beyoncé cover) (Dance Interlude)
19. "Confía en Mí"
20. "En Mi Mundo"
21. "Great Escape"
22. "Siempre Brillarás"

1. ↑  https://www.cuitonline.com/detalle/27403924941/stoessel-martina.html
2. ↑  cinenacional.com — 2001.
3. ↑  Discogs — 2000.
4. 1 2  cinenacional.com — 2001.